# Pedro Aznar (álbum)
Pedro Aznar es el álbum debut de estudio del músico argentino Pedro Aznar, grabado en 1982 en los estudios Wacameca, después de su partida de Serú Girán y en medio de su participación en el importante grupo de jazz fusión estadounidense Pat Metheny Group.

## Contexto
En 1980, Serú Girán fue convocado al festival Rio Jazz Monterey Festival en Río de Janeiro, donde la respuesta del público motivó que fueran convocados a repetir el show esa misma noche. Ahí, Serú Girán se consagró como la banda de rock más importante de Argentina. Además de los acompañamientos, Pedro tocaba melodías y arreglos muy notables, hasta logró hacer sonar el bajo como una batería.
A fines de 1981, Aznar informó a sus compañeros que quería irse a estudiar a la reconocida Escuela de música de Berklee. Se retiró de Serú Girán en marzo de 1982, y la banda se disolvió semanas después. Llegó así el año clave en la carrera de Aznar.
Aznar volvió a la Argentina y grabó su primer disco como solista. En este realizó una versión de «Setembro» de Ivan Lins (donde canta la melodía y hace un solo en bajo sin trastes), que fue ponderado por el propio autor como la mejor versión de la obra.

## Lista de canciones
Todas las canciones escritas y compuestas por Pedro Aznar, excepto donde se indica.
| N.º | Título                            | Escritor(es)                  | Duración |  |
| 1.  | «New Wave Bop»                    |                               | 2:58     |  |
| 2.  | «Septiembre»                      | Ivan Lins, Gilson Peranzzetta | 5:11     |  |
| 3.  | «Conduciendo Una Locomotora»      |                               | 3:47     |  |
| 4.  | «Because»                         | John Lennon, Paul McCartney   | 2:55     |  |
| 5.  | «Pavana para una infanta difunta» | Maurice Ravel                 | 6:27     |  |
| 6.  | «Pat Meth»                        |                               | 4:40     |  |
| 7.  | «El Poder en el Viento»           |                               | 3:02     |  |
| 8.  | «Nefertiti»                       | Wayne Shorter                 | 4:27     |  |
| 9.  | «Espejismo en la Nieve»           |                               | 5:00     |  |
| 10. | «Boston»                          |                               | 5:40     |  |

## Músicos
- Pedro Aznar: bajo fretless, guitarra acústica, guitarra eléctrica, piano, clavinet, sintetizador (string ensemble: ensamble de cuerdas), sintetizador Oberheim, triángulo y voz.
- Héctor Pomo Lorenzo: batería en 3 y 10.
- Juan Carlos Mono Fontana: batería en 1, 6 y 8; y piano electroacústico Yamaha CP-70 en 2.